# Fédération d'Angola de football
La Fédération Angolaise  de football (FAF) connue sous son nom originale portugais Federaçao Angolana de Futebol est une association regroupant les clubs de football d'Angola et organisant les compétitions nationales et les matchs internationaux de la sélection d'Angola.
La fédération nationale angolaise est fondée en 1979. Elle est affiliée à la FIFA depuis 1980 et est membre de la CAF depuis 1980 également.
Le siège de la FAF est situé au 53, avenue Pedro Castro Van-Dúnem Loy, Projeto Nova Vida à Luanda.
La mascotte officielle de l'équipe nationale est la « Palaca Negra Gigante » qui est aussi l'emblème du pays.
Artur de Almeida e Silva est le président actuel.

## Dirigeants
Bureau actuel de la Fédération angolaise
- Président : Artur de Almeida e Silva
- Vice-président : Dealdino De Oliveira Fuato Balombo
- Secrétaire général : Fernando Rui da Costa
- Entraîneur (hommes) : Pedro Gonçalves

Présidents de la FAF :
- Artur de Almeida e Silva
- Pedro Neto
- Justino Fernandes
- Armando Machado

## Histoire du football angolais

### Grandes dates
- Première victoire internationale pour l'Angola contre São Tomé (3-0) : 12 juin 1976.
- Première victoire à domicile pour l'Angola contre Cuba (1-0) : 26 juin 1977.
- Le premier championnat national a eu lieu le 8 décembre 1979.
- Vainqueur de la Coupe d'Afrique des nations des moins de 20 ans le 1er avril 2001.
- Première participation à la Coupe du monde de 2006.
- L'Angola a organisé pour la première fois la Coupe d'Afrique des Nations de Football 2010.
- Finaliste du championnat d'Afrique des nations en 2011.

### Entraîneurs  de la Sélection Masculine AA
- Angolais:

-Oliveira Gonçalves
-Mário Calado
-Carlos Alves
-Carlos Queiróz
-Nando Jodão
-Arlindo Leitão
-Joca Santinho
-Domingos Inguila
-Amílcar Silva
-Chico Ventura
-Rui Cligton
-Ferreira Pinto
-Lutero da Mota
- CapVerdien:

-Carlos Alhinho
- Brésilien:

-Ismael Kurtz
-António Clemente
-Djalma Cavalcanti
- Argentin:

-Ruben Garcia
- Yougoslave:

-Petar Knerzevic
-Vidic
-Skoric
- Serbe:

-Dusan Kondic
-Vesselin Vesco
- Portugais:

-Manuel Gomes
-Jesualdo Ferreira